# Marlborough Sounds

Mapa topográfico de los Marlborough Sounds

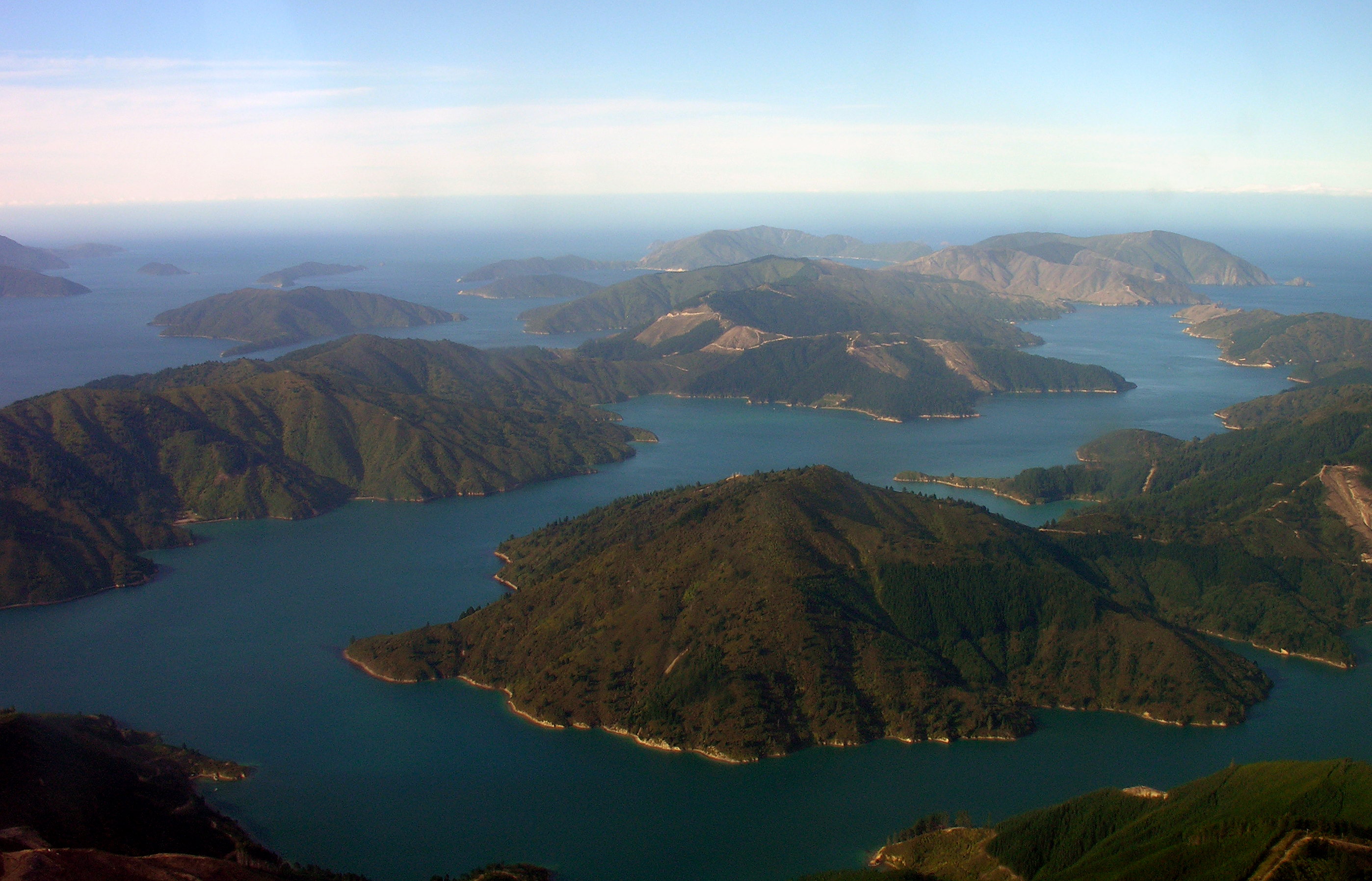
El canal Tory, un importante brazo del estrecho de la Reina Carlota.

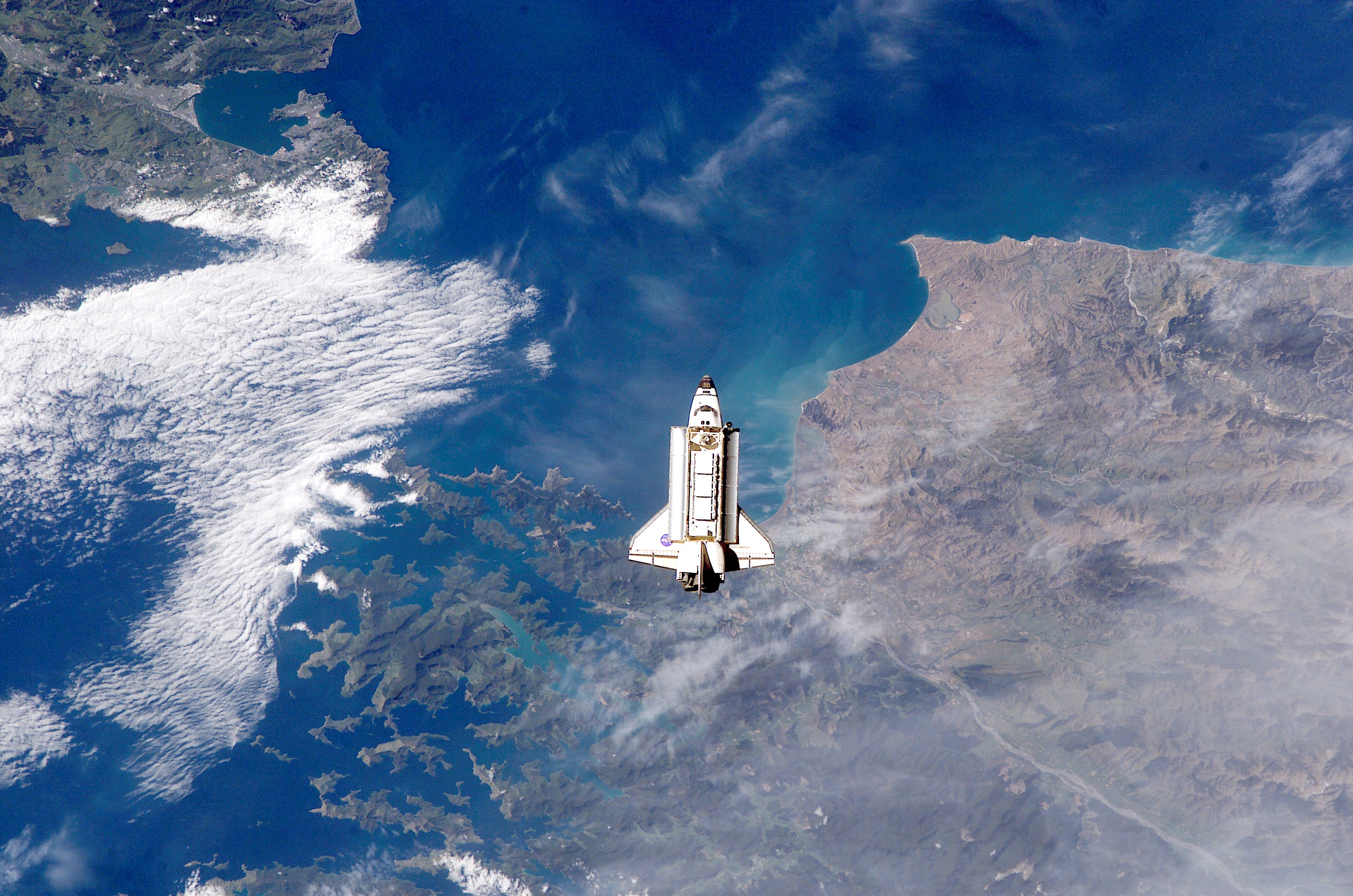
Los Sounds visibles a la izquierda del Transbordador Espacial, imagen tomada desde la Estación Espacial Internacional

Los Marlborough Sounds son una extensa red de valles ocupados por el mar en el extremo norte de la Isla Sur de Nueva Zelanda. Los Marlborough Sounds se crearon por una combinación de hundimiento del terreno y aumento del nivel del mar. Según la mitología maorí, los Sounds son las proas de los numerosos waka hundidos de Aoraki.

## Panorama general
Con una extensión de unos 4.000 km2 de sounds, islas y penínsulas, los Sounds de Marlborough se encuentran en el punto más nororiental de la Isla del Sur, entre la bahía de Tasman / Te Tai-o-Aorere, al oeste, y la bahía de Cloudy, al sureste. El litoral, casi fractal, tiene el 1/10 de la longitud de las costas neozelandesas.
Las escarpadas y boscosas colinas y las pequeñas y tranquilas bahías de los sounds están escasamente pobladas, ya que el acceso es difícil. A muchos de los pequeños asentamientos y casas aisladas sólo se puede acceder en barco. El principal puerto grande es Picton, en tierra firme, en la cabecera del estrecho de la Reina Carlota. Se encuentra en el extremo norte de las principales redes ferroviarias y de carreteras estatales de la Isla Sur. El principal puerto de embarcaciones pequeñas, Waikawa, es uno de los más grandes de Nueva Zelanda y sirve de base para los navegantes de ocio y los veraneantes.
Los principales sounds, además del Queen Charlotte Sound, son el Pelorus Sound y el Kenepuru Sound. El canal Tory es un brazo importante del Queen Charlotte Sound, y entre ellos, el canal y el sound aíslan las colinas de la isla de Arapaoa del continente. Otras islas importantes de los sounds son las islas D'Urville.
Los Sounds albergan toda la población reproductora del raro y vulnerable cormorán moñudo (también conocido como cormorán real neozelandés), que anida en un pequeño número de islotes rocosos. El Departamento de Conservación gestiona un total de más de 50 reservas en la zona.

## Historia

### Época premoderna
Antes de la llegada de los europeos, los grupos maoríes recorrían y habitaban parcialmente los sounds, utilizándolos como refugio contra el mal tiempo y aprovechando las ricas fuentes de alimentos. También se sabe que los maoríes transportaban sus canoas por algunos tramos de tierra en caminos de porteo. Sin embargo, como en la mayoría de las zonas de la Isla del Sur, las poblaciones eran menores que en la Isla del Norte.
Se considera que la historia europea de la zona comienza con la visita del capitán Cook a los sounds en la década de 1770, que descubrió una planta (la hierba del escorbuto de Cook) rica en vitamina C que ayudaba a curar el escorbuto entre su tripulación. En la isla de Motuara, Cook también proclamó la soberanía británica sobre la isla del Sur. Algunas partes de los sounds también desarrollaron posteriormente una importante historia de caza de ballenas, y gran parte de los sounds fue (escasamente) colonizada por agricultores europeos a finales del siglo XIX y principios del XX.

### Transbordadores y granjas marinas

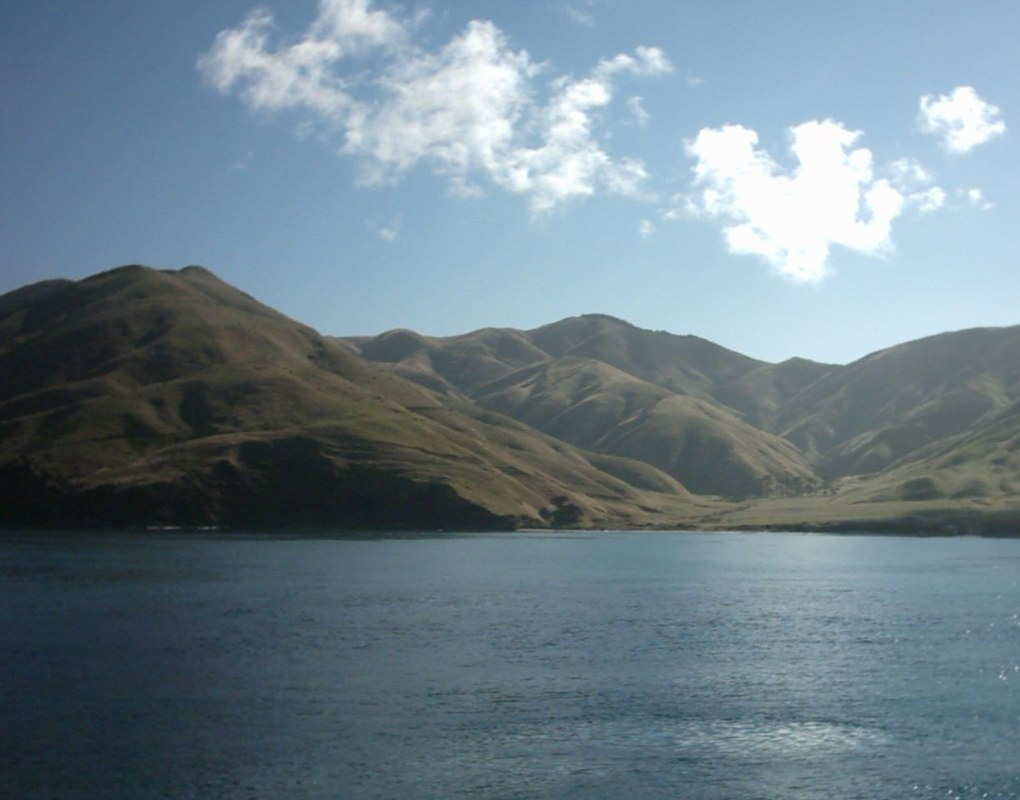
Los Marlborough Sounds vistos desde el ferry Wellington-Picton.

Los Marlborough Sounds están conectados con el estrecho de Cook en el extremo noreste. En este punto, la Isla Norte es la más cercana a la Isla Sur, y el servicio de carretera, ferrocarril y transbordador de pasajeros entre Picton y Wellington atraviesa los sounds.
La cría marina, sobre todo de salmones y mejillones, es cada vez más frecuente, ya que comenzó en la década de 1960. Sin embargo, las estelas causadas por los rápidos servicios de transbordadores de vehículos catamaranes a la Isla Norte han dañado supuestamente las granjas y han destruido los criaderos de cangrejos. También se les acusa de haber despojado de arena a las playas locales y de haber dañado los embarcaderos y otras instalaciones construidas cerca de la orilla. Todo ello dio lugar a un litigio ante el Tribunal de Medio Ambiente de Nueva Zelanda a principios de los años 90, presentado por el grupo "Guardians of the Sounds". Sin embargo, el tribunal no sólo se negó a restringir los transbordadores rápidos, sino que impuso una cuantía de 300.000 dólares neozelandeses en concepto de costas judiciales al grupo ciudadano que había presentado el caso. Esto se consideró un fuerte golpe contra la acción cívica y un recorte de los poderes de la Ley de Gestión de Recursos.
Sin embargo, como los daños eran cada vez más visibles y las protestas continuaban, los transbordadores rápidos (que sólo funcionaban durante la temporada de verano) acabaron por limitarse a una velocidad inferior de 18 nudos en los sounds (oficialmente por razones de seguridad), lo que redujo su ventaja de tiempo sobre los transbordadores convencionales. Desde entonces han dejado de funcionar.
En julio/agosto de 2007, el grupo ecologista "Guardians of the Sounds" planificó una protesta de 100 barcos contra la práctica del dragado en la obtención de vieiras en los sounds, que consideran que daña el ecosistema de los sounds de forma similar a la pesca de arrastre de fondo en mar abierto. La protesta pretendía llamar la atención sobre lo que, según ellos, es la ignorancia del Ministerio de Pesca sobre los efectos perjudiciales de esta práctica. Las empresas comerciales de recogida de vieiras han advertido de que las protestas podrían poner en peligro vidas si los manifestantes realizaran maniobras peligrosas, mientras que el Ministerio de Pesca también ha señalado que sólo el 6% de los sounds se reservan para el dragado, aunque éste había sido mucho más amplio en el pasado.

## Aguas peligrosas
Los principales canales del Marlborough Sounds tienen aguas tranquilas y son populares para la navegación. Sin embargo, el estrecho de Cook es famoso por sus fuertes corrientes y sus aguas agitadas, especialmente cuando el viento es del sur o del norte. Por ello, algunos de los canales estrechos más cercanos al Estrecho son peligrosos para navegar. Entre ellos destaca el paso francés, en el extremo sur de la isla D'Urville, que presenta varios vórtices.
El naufragio más notable en los sounds es el del crucero ruso MS Mikhail Lermontov, que se hundió en 1986 en Port Gore, cerca de la desembocadura del Queen Charlotte Sound, tras chocar con las rocas. Un miembro de la tripulación murió en el desastre. El propio barco es ahora un pecio muy popular para el buceo recreativo. 
.